# Akara pomarańczowopłetwa
Akara pomarańczowopłetwa (Andinoacara rivulatus) – endemiczny gatunek słodkowodnej ryby z rodziny pielęgnicowatych (Cichlidae). Bywa hodowana w akwariach.

## Występowanie
Występuje na terenie Ameryki Południowej od dorzecza rzeki Esmeraldas w północno-zachodnim Ekwadorze po dorzecze Tumbes w północno-zachodnim Peru.

## Opis
Głowa dość duża, z pyskiem o grubych wargach. Oczy duże, źrenice są obramowane złotym kolorem. Ubarwienie głowy i przedniej części tułowia jest jasnobrązowe. W okolicy ust oraz na pokrywach skrzelowych występują nieregularne pasy i kropki. W środkowej części zielonkawo-niebieskawego tułowia przebiegają dwie pionowe pręgi, które w górnej części połączone są czarną kropką. Na pozostałej powierzchni ciało pokryte jest zielonymi i niebieskimi kropkami. Kolor płetw granatowy, fioletowy.
Zachowanie zróżnicowane: od spokojnego do bardzo agresywnego.
Osiąga do 30 cm długości.

### Dymorfizm płciowy
Samiec większy, ma dłuższe zakończenie płetwy grzbietowej i odbytowej. Na płetwie grzbietowej, od jej drugiej części jak i na końcu płetwy ogonowej występuje pomarańczowa obwódka. Na czole w części nad oczami występuje guz tłuszczowy. W chwili silniejszego podniecenia kolor czoła zmienia się z brązowego na kakaowy.
Samica słabiej ubarwiona, mniejsza, płetwy zakończone okrągło. W okresie tarła widoczne jest grube pokładełko.

### Warunki hodowlane
| Zalecane warunki w akwarium | Zalecane warunki w akwarium                     |
| --------------------------- | ----------------------------------------------- |
| Zbiornik                    | duży, minimum 150 cm, gęsto obsadzony roślinami |
| Temperatura wody            | 24–26 °C                                        |
| Twardość wody               | średnia do twardej 10 do 20°n                   |
| Skala pH                    | ok. 6,5–7,5                                     |
| Pokarm                      | wszystkożerna, żywy i suchy                     |

### Pokarm
Jest mało wybredna, wymaga jednak dostarczenia pokarmu dużego względem swojego ciała. Na pokarm mięsny składają się: rureczniki, rozwielitki, skrobane mięso wołowe. 
Dobrym suchym pokarmem są płatki owsiane.

### Obsada roślinna
W akwarium lubią przebywać w słabym, rozproszonym świetle, w cieniu gęsto posadzonych roślin z rodzaju Echinodorus i Cryptocoryne. Rośliny należy zabezpieczyć przed wykopaniem, gdyż ryby poszukując pokarmu przekopują dno. 

### Rozród
Stroną aktywniejszą podczas tarła jest samica. Na wyczyszczonym przez nią kamieniu składa ikrę partiami w kolorze złocistym po kilka sztuk, która jest natychmiast zapładniana przez samca. Liczba jajeczek 200–350 sztuk.
Potomstwem opiekują się obydwoje rodzice. Samica ikrą, samiec pilnuje okolicy. Wylęg narybku następuje po 3–4 dniach, zostaje on natychmiast przenoszony do wcześniej przygotowanego dołka, gdzie przebywa kolejnych 5 dni. Po tym czasie zaczyna samodzielnie pływać.
Pierwszym pokarmem dla narybku jest drobny plankton, drobne nicienie, larwy widłonogów i larwy solowca, żółtko jaja kurzego ugotowanego na twardo (małe porcje), mleko w proszku.